# ほんとにそうなら
ほんとにそうならは、1933年（昭和8年）5月20日にコロムビアレコードから発売された赤坂小梅のデビュー曲。
作詞は久保田宵二で、作曲は古賀政男。歌は赤坂小梅。ビクターレコードの小唄勝太郎「島の娘」のハァ小唄や、藤本二三吉「祇園小唄」などの邦楽調歌謡に対抗すべく、コロムビアレコードはこの曲を強力に推してヒットに結びつけた。ギターで作曲していた古賀政男初めての三味線流行歌であった。神楽坂の宴席で、古賀が耳にした芸者の言葉「ほんとにそうなら」がそのまま題名になった。